# Harlan County, USA
Harlan County, USA és un documental estatunidenc de 1976, guanyador del Óscar a millor documental que cobreix la vaga de 1973 a Brookside, Kentucky, un esforç de 180 miners de carbó i les seves esposes contra Duke Power, propietat de la companyia Eastover Coal Company's Brookside Mini and Prep Plant, situada en el comtat de Harlan, al sud-est de Kentucky. El documental, dirigit i produït per Barbara Kopple, una defensora dels drets dels treballadors del Comtat de Harlan, és menys ambivalent en la seva actitud cap als sindicats que en la seva posterior pel·lícula American Dream, on compta la vaga de Hormel Foods a Austin, Minnesota el 1985-1986.

## Argument
Barbara Kopple inicialment tenia la intenció de fer una pel·lícula sobre el moviment Miners per a la democràcia, dirigit per Arnold Miller, i l'intent de reemplaçar a Tony Boyle. Quan els miners de la Brookside Mine al comtat de Harlan, Kentucky, es van declarar en vaga al juny de 1972, Kopple va ser allí per a filmar la vaga contra la Duke Power Company i la resposta del sindicat United Mini Workers (UMWA) (o millor dit, la falta de resposta). La vaga va resultar un tema més interessant, així que Kopple va canviar el focus de la seva pel·lícula.
Barbara Kopple i el seu equip van passar anys amb les famílies presentades en la pel·lícula, documentant les serioses dificultats que ells van trobar durant la vaga per condicions de treball més segures, pràctiques laborals justes i salaris decents. Els van seguir a un piquet davant de la borsa de valors de Nova York, van gravar entrevistes amb persones afectades per pneumoconiosi i fins i tot van captar als miners quan eren tirotejats durant la vaga.
El punt més important de desacord en la vaga en el comtat de Harlan era la insistència de la companyia a incloure una clàusula de no-vaga en el contracte.Els miners van entendre que acceptant aquesta disposició en l'acord es limitaria la seva influència sobre les condicions de treball locals. Aquest escull va ser debatut quan, pocs anys després d'aquesta vaga, el sindicat UMWA va fracassar en un acord que finalment va ser guanyat per aquest grup de treballadors en un contracte global.
En lloc d'utilitzar la narració per contar la història, Barbara Kopple va triar deixar que les paraules i les accions de les persones parlessin per si mateixes. Per exemple, quan els esquirols i altres contractats per l'empresa apareixen en l'inici de la pel·lícula, els vaguistes els diuen “pinxos armats” mentre els empleats de l'empresa intenten mantenir les seves armes ocultes enfront de la càmera. Com la vaga es prolonga per gairebé un any, totes dues parts acaben mostrant obertament les seves armes. Barbara Kopple va sentir que era important continuar el rodatge (o fingir fer-ho, quan no estaven rodant) perquè la seva presència i suport disminuïa la violència.
Barbara Kopple mostra estadístiques sobre les empreses i els treballadors per a fer costat als vaguistes, com ara el fet que els beneficis de Duke Power Companys van augmentar un 170% en un sol any. Mentrestant, els miners en vaga (molts d'ells vivint en paupèrrimes condicions sense serveis com a aigua corrent), van rebre un augment de sou del 4% a pesar que el cost de vida havia augmentat un 7% aquest mateix any.
Joseph Yablonski era un apassionat representant del sindicat, populista, volgut per molts dels miners. En 1969, Yablonski va desafiar a W.A. “Tony” Boyle per a la Presidència del sindicat UMWA però va perdre en unes eleccions àmpliament visualitzades com a fraudulentes. Temps després, aquest mateix any, Yablonski i la seva família van ser trobats assassinats a la seva casa. A l'inici de la pel·lícula es veu a Tony Boyle amb bona salut. Després, li ho veu feble i malaltís, usant una cadira de rodes, en ser portat al jutjat i sent condemnat a pagar 20.000 US$ a un altre membre del consell executiu del sindicat per haver contractat els assassins.
Després de gairebé un any en la vaga, un miner anomenat Lawrence Jones és fatalment ferit durant una refrega. Jones era un jove estimat pels qui el coneixien, amb una dona de 16 anys d'edat i un bebè. La seva mare es va esfondrar de la pena al seu funeral. Aquest fet, és el que, finalment, més que res, obliga els vaguistes i a la gerència a anar a una taula de negociació.
Una figura central en el documental és una dona, Lois Scott, qui exerceix un paper important en aconseguir que la comunitat doni suport a la vaga. La hi veu diverses vegades reptant públicament als qui han estat absent dels piquets. En una escena, Lois Scott treu una pistola del seu cosset. En 2004 en l'especial d'homenatge “Com es va fer Harlan County, USA”, la directora associada Anne Lewis va comparar a Lois Scott amb les activistes de l'alliberament femení.

## Entrevistes
- Norman Yarborough - President de Eastover Mining
- Houston Elmore - Organitzador del sindicat UMW
- Phil Sparks - Empleat del sindicat UMW
- John Corcoran – President de Consolidation Coal
- John OLeary - Exdirector de l'oficina de mines
- Donald Rasmussen – Pacient amb pneumoconiosi
- Dr. Hawley Pozos Jr.
- Tom Williams - Militant de Tony Boyle
- Harry Patrick - Secretari-Tresorer del sindicat UMW
- William E. Simon - Secretari del Tresor dels Estats Units